# Brestovac (Bojnik)
Pour les articles homonymes, voir Brestovac.
Brestovac (en serbe cyrillique : Брестовац) est un village de Serbie situé dans la municipalité de Bojnik, district de Jablanica. Au recensement de 2011, il comptait 228 habitants.
Brestovac est situé sur les bords de la Pusta reka, un affluent de la Južna Morava.

## Démographie
| 1948 | 1953 | 1961 | 1971 | 1981 | 1991 | 2002 | 2011 |
| ---- | ---- | ---- | ---- | ---- | ---- | ---- | ---- |
| 873  | 912  | 806  | 683  | 476  | 389  | 276  | 228  |

|  |